# Église Saint-Jean-le-Théologien d'Athènes
Ne doit pas être confondue avec l'église Saint-Jean-le-Théologien de Kythnos et le monastère Saint-Jean-le-Théologien, sur l’île de Patmos.
Pour les articles homonymes, voir Église Saint-Jean.
L'église Saint-Jean-le-Théologien d'Athènes (en grec moderne : Ναός Αγίου Ιωάννη Θεολόγου / Naós Agíou Ioánni Theológou) est un édifice religieux byzantin situé dans le quartier athénien de Pláka. Imprécisément daté de la fin du XIIe siècle, le monument est dédié à l'apôtre Jean.

## Histoire
N'étant pas mentionnée dans les sources écrites médiévales, l'église a un historique particulièrement mal connu. Une pièce de monnaie à l'effigie de l'empereur byzantin Alexis Ier Comnène, trouvée sur le toit de l'édifice lors de travaux d'entretien, tendrait à une datation de la fin du XIe siècle. Cependant, les caractéristiques architecturales du monument font plutôt converger les spécialistes vers une construction à la fin du XIIe siècle,. L'église est alors située à proximité de l'ancienne muraille romaine construite à la suite du pillage des Hérules et du Rizókastro, l'enceinte médiévale ceinturant l'acropole d'Athènes,.
Selon la tradition populaire, les deux canons du commandant vénitien Francesco Morosini, qui détruisirent le Parthénon lors du siège de l'Acropole en 1687, étaient positionnés non loin de l'église.
D'importants travaux de restauration furent conduits entre 1975 et 1976. L'édifice est aujourd'hui une chapelle de l'église Saint-Nicolas-Ragavás (el), située à moins de 50 mètres au sud-est.

## Architecture
L'église Saint-Jean-le-Théologien est l'une des rares églises athéniennes de la période méso-byzantine (el) (843–1204) à avoir traversé le temps sans modifications majeures. Le dôme octogonal est caractéristique du « type athénien (el) », percé de huit fenêtres séparées par de fines colonnes en marbre. Une singularité par rapport aux autres églises similaires se situe dans le placement des gouttières en marbre sous le carrelage du dôme, à distance des chapiteaux des colonnettes. Le plan général de l'église est celui de la croix inscrite, avec un narthex à l'ouest et un sanctuaire (ou bêma) à l'est,. À l'origine et au moins jusqu'en 1840, le passage entre le narthex et le naos s'effectuait par une triple arcature appelée tribelon (it).
La maçonnerie présente un appareil cloisonné qui alterne la roche poreuse et la brique. Des pierres de taille plus importante ont été utilisées dans la partie inférieure de la façade septentrionale. Côté sud ainsi que sur la partie extérieure de la diakonikon à l'angle sud-est, la maçonnerie est davantage caractérisée par l'aspect hétéroclite des matériaux de remplois et l'usage important de mortier, signe d'une rénovation ultérieure. Au sommet du linteau de la porte occidentale et d'une ancienne entrée au nord remplacée par une fenêtre figure, en saillie par rapport à la façade, une baie aveugle en brique rappelant un fronton. Ces éléments caractéristiques de l'église Saint-Jean-le-Théologien sont qualifiés de « propylées compacts » par l'archéologue grec Charálambos Boúras (en).
À l'intérieur, la coupole est supportée par deux piliers à l'est et deux colonnes à l'ouest. Les chapiteaux à deux niveaux, de style corinthien au-dessus et ionique au-dessous, sont des remplois. Des vases acoustiques sont intégrés dans les pendentifs, une technique courante dans l'architecture byzantine. La décoration intérieure comporte des fresques du XIIIe siècle rares à Athènes représentant notamment le Christ Pantokrator sur la coupole, les saints Constantin et Hélène sur les voûtes, l'Ascension et un saint militaire à cheval évoquant vraisemblablement saint Georges dans le sanctuaire,. L'iconostase en bois et le pavage sont de l'époque moderne.

## Galerie

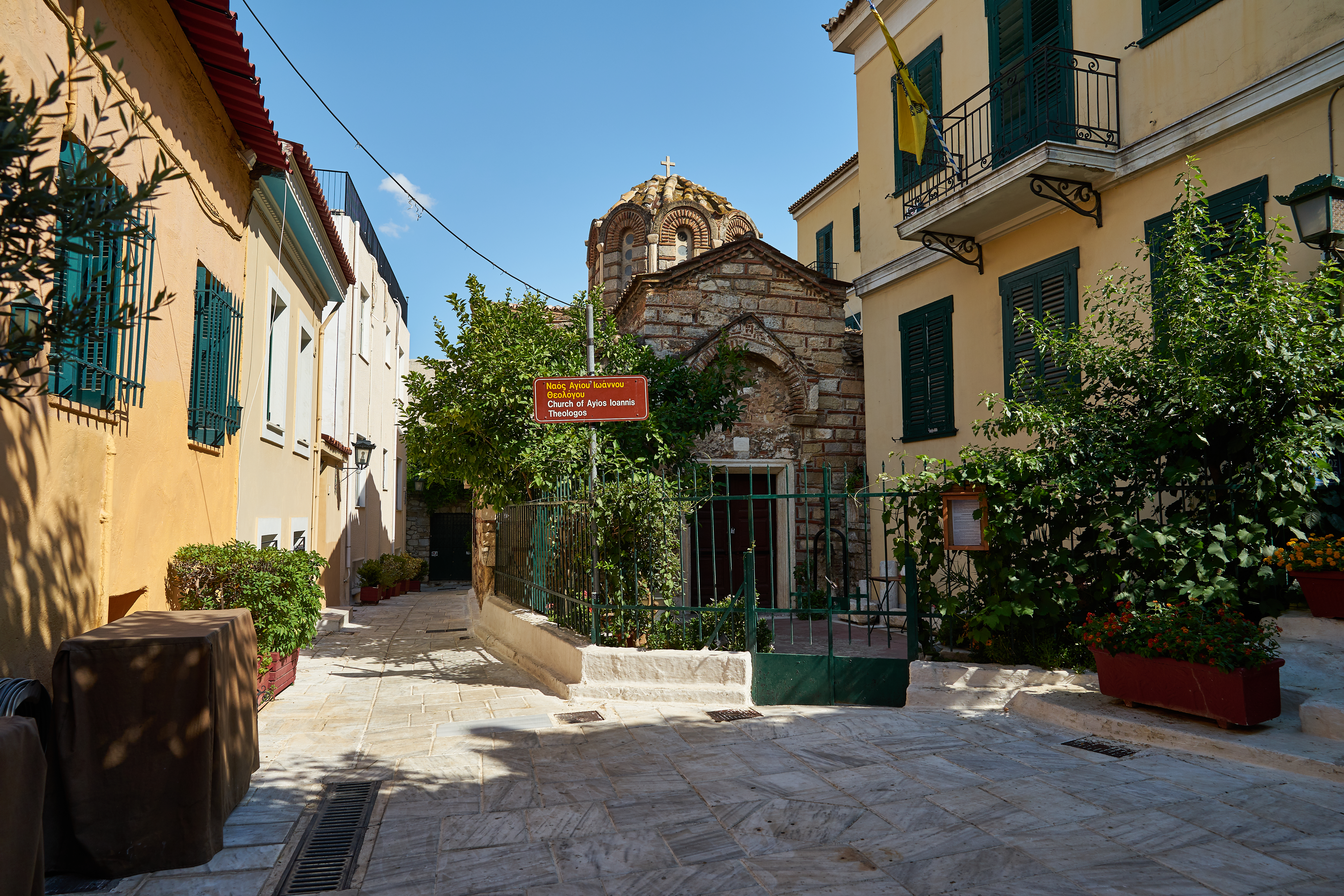
Vue depuis la placette à l'ouest.
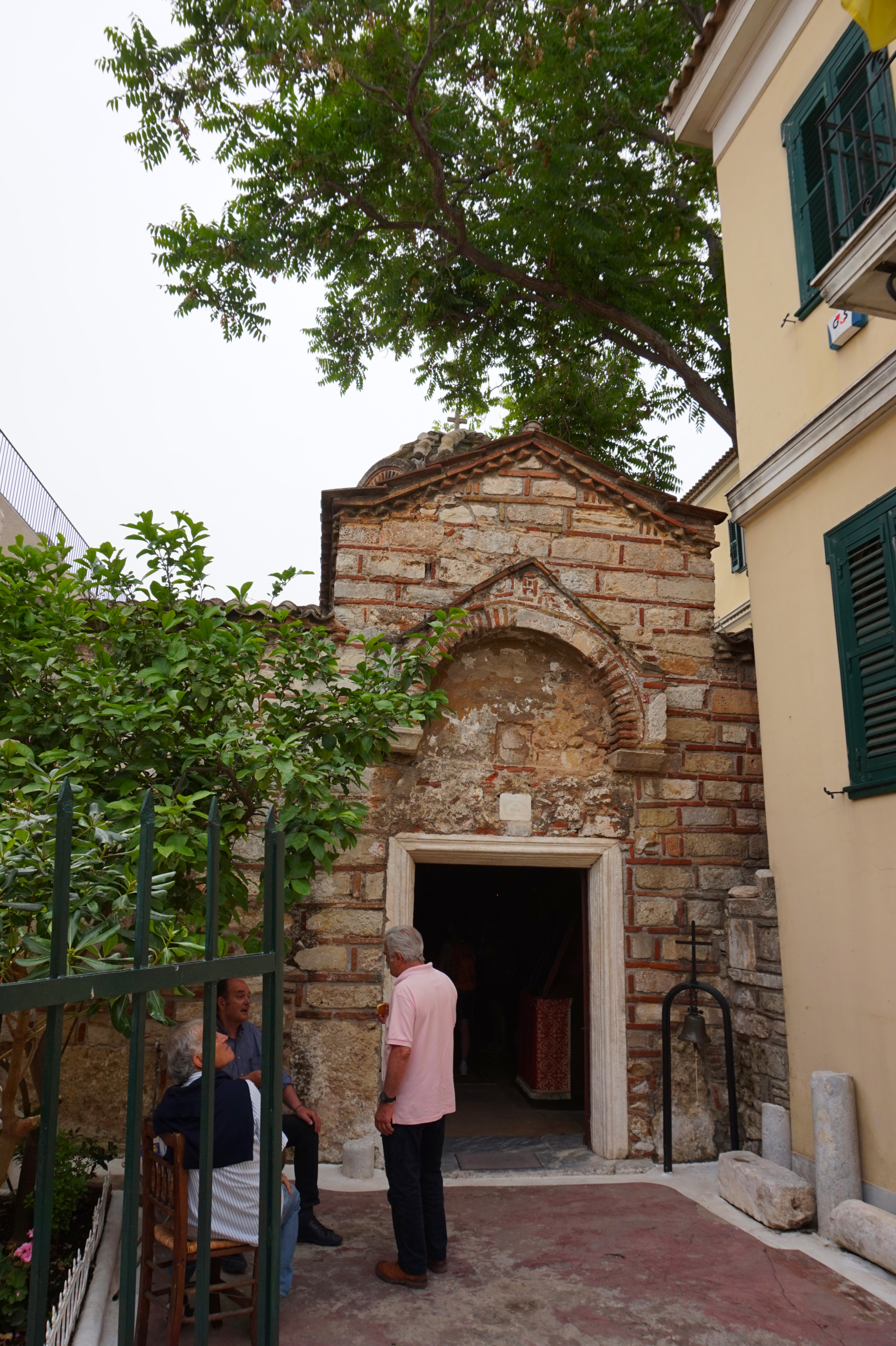
Entrée à l'ouest avec son « propylée compact ».
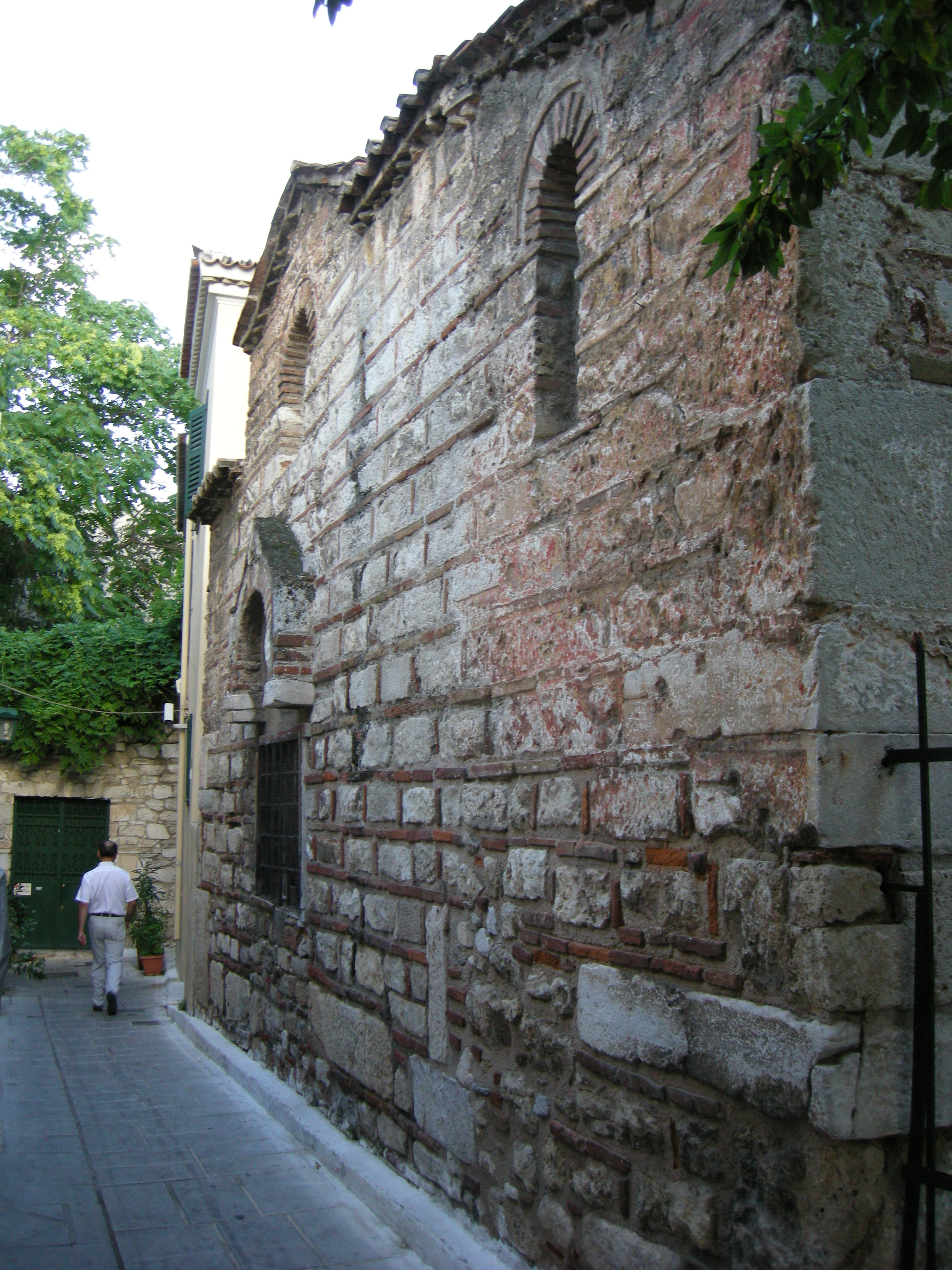
Vue du mur côté nord.
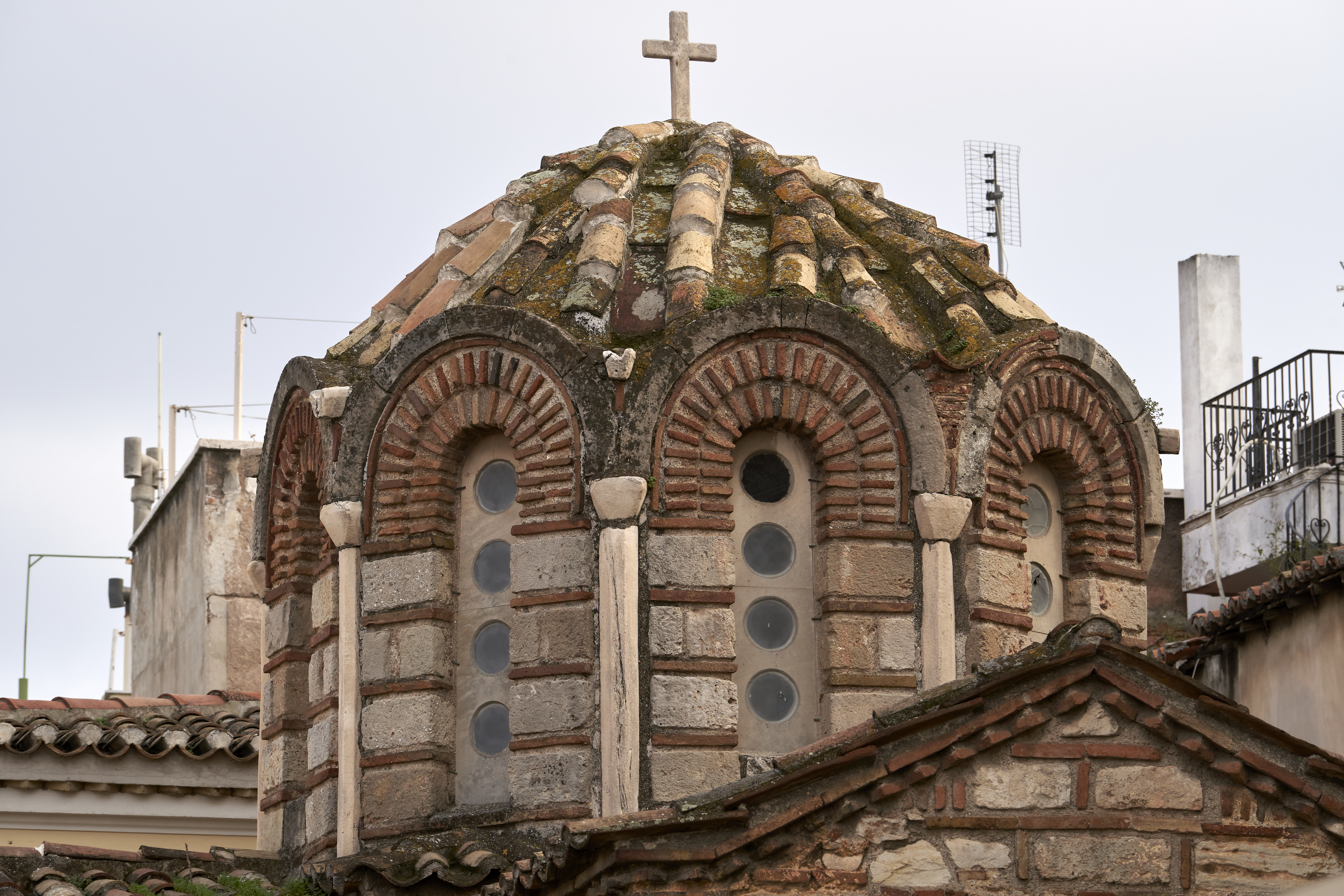
Vue du dôme.
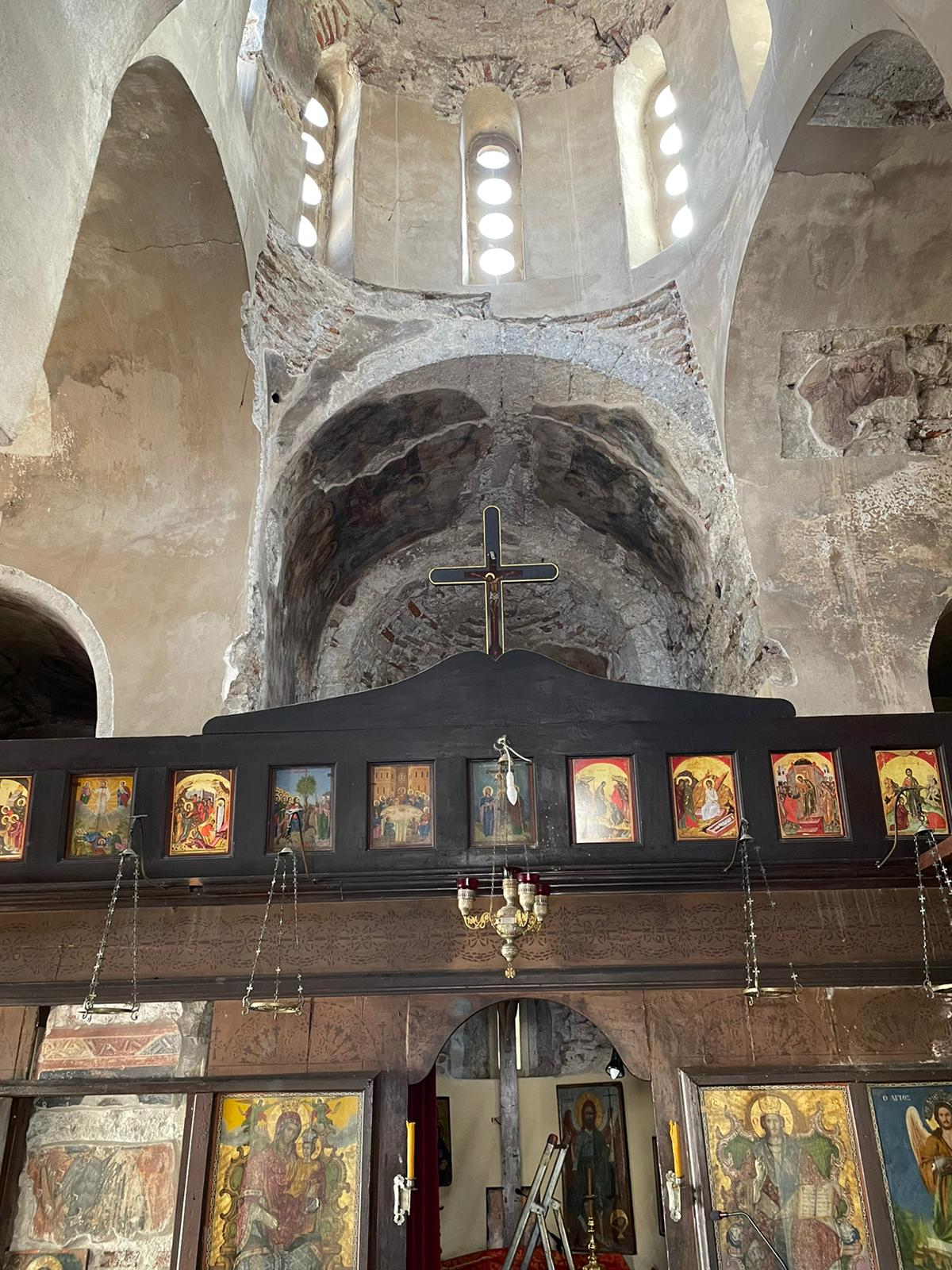
Vue intérieure.